# Барава (языки)
Барава (также заар, западные южные баучи; англ. barawa, zaar, south bauchi west) — подгруппа языков, входящая в состав группы южные баучи подветви баучи-баде западночадской ветви чадской семьи. Область распространения — центральные районы Нигерии (штаты Баучи и Плато). Включает порядка 25 идиомов, которые в разных классификациях рассматриваются как языки, или как диалектные пучки или как диалекты. Общая численность говорящих — около 385 000 человек.
Подгруппа барава состоит из шести языковых/диалектных кластеров — геджи, польчи, дас, зари, сайя-гуус и зеем. В классификации К. Симидзу кластеры барава (западные южные баучи) группируются в северную и южную подгруппы. В рамках группы южные баучи (или B.3) подгруппа барава противопоставляется подгруппам боггом и гурунтум, а также обособленному языку джими (К. Симидзу включает указанные подгруппы в объединение языков восточные южные баучи).
На языках/диалектах геджи, польчи и сайя развивается письменность на основе латиницы, остальные языки бесписьменные.

## Классификация
В классификации афразийских языков британского лингвиста Р. Бленча объединение языков барава, обозначаемое термином «кластер», включает шесть подкластеров:
- геджи: мэганг (болу), геджи, пьяалу (пелу), буу (заранда);
- польчи: зул, барам, дир, були, лангас (ньямзак, лундур), лури, польчи;
- зеем: зеем, цаари, данше, луши, дьярим, тули (туле);
- дас: лукши (лукши-докши), дурр-бараза, зумбул, ванди, дот;
- зари: закши, бото, зари (копти);
- гуус-заар: сигиди, заар.

Состав объединения барава, в котором согласно классификации японского исследователя К. Симидзу, выделяются две подгруппы:
- северная подгруппа:
  - (e) геджи: (viii) (10) миганг (болу), пелу, (11) гьяннзи (геджи); (ix) (12) буу (заранда);
  - (f) польчи: (x) (13) зул, (14) баранг (барам), дир (барам дутсе); (xi) (15) били (були), ньямзак (лангас), лундур, (17) поси (польчи);
- южная подгруппа:
  - (g) зеем: (xii) (18) зеем, (19) туле (тулай), (20) чаари; (xiii) (21) докши (луши);
  - (h) дасс: (xiv) (22) дикши (бараза), (23) бандас (дур), (xv) (24) боодли (зумбул), (25) вангдай (ванди), (26) зоди (дуат);
  - (i) сайя: (xvi) (27) закси (закши), (28) боот (бото), (29) заарэ (зари), сигиди; (xvii) (30) заар кал, (31) заар гамбар, леере, (32) заар луса.

Б. Карон приводит классификацию К. Симидзу с небольшими уточнениями (в частности, вместо цифр языкам даны условные названия по наименованиям наиболее известных диалектов):
- северная подгруппа:
  - геджи: геджи (с диалектами болу, пелу, геджи) и заранда;
  - польчи: дир (с диалектами зул, барам, диир) и польчи (с диалектами були, лангас (с лури), лундур, польчи);
- южная подгруппа:
  - зеем: чаари (с диалектами зеем, дьярим, туле, чаари) и луши;
  - дасс: бараза (с диалектами бараза и дур) и дотт (с диалектами зумбул, вангдай, зоди);
  - сайя: закши (с диалектами закши, бото, зари) и заар (с диалектами сигиди, заар кал, заар марти, заар богоро)[~ 2].

В базе данных по языкам мира Glottolog представлен вариант классификации языков барава (западные южные баучи), опирающийся на исследования К. Симидзу и Б. Карона, с рядом уточнений:
- северо-западные южные баучи:
  - геджи: болу, ядерные геджи, заранда;
  - польчи:
    - лури;
    - польчи: барам, були (польчи), дир, лангас, польчи, зул;
- юго-западные южные баучи:
  - дасс: дакши, дурр-бараза, ванди, зумбул;
  - заксе-сайя:
    - дьярим;
    - сайя;
    - зари: бото, ядерные зари, закши;

  - зеем: данше, луши, ядерные зеем.

В классификации, представленной в справочнике языков мира Ethnologue, шесть языковых кластеров барава и отдельно язык лури представлены под названием «объединение языков собственно заар»:
- дасс: лукши (декши), дурр-бараза (бандас), зумбул (боодла), ванди (вангдай), дот (дотт, дуат, зоди);
- геджи: болу (маганг, пелу), геджи (гаеджава, гезава, гьяази), заранда (буу);
- лури;
- польчи: зул (барма, мбарми), барам (баранг, мбарам), дир (барам дутсе, диир, дра), були, лангас (лундур, ньямзак), польчи (пальчи, польши, поса);
- сайя: нтуму, окак (нтуму), сигиди (сегидди, сигди, сугуди), гамбар (гамбар леере, кал, луса, вигзар, викзар);
- зари: закши (закса), бото (бибот, боот), зари (копти, квапм);
- зеем: тулай, данше, луши (докши, лукши), дьярим (кайвари, каийорава).

## Лингвогеография

### Ареал и численность
Область распространения языков барава размещается в центральной Нигерии. Она образует сплошной ареал, вытянутый с севера на юг, начиная с ареала геджи на севере, продолжая ареалами польчи, зеем, дасс и заканчивая ареалом сайя — на юге. Ареалы языков и диалектов барава расположены в центральной и юго-западной частях территории штата Баучи (районы Алкалери, Торо, Дасс, Тафава-Балева и Богоро) и в ряде районов штата Плато, примыкающих к штату Баучи (районы Шендам, Канам и Мангу).
Общая численность говорящих на языках и диалектах барава по оценкам разных лет составляет около 385 000 человек. Наиболее распространённым по числу носителей является язык сайя.